# 飯田晴子
飯田 晴子（いいだ はるこ、12月21日 - ）は、日本の漫画家、イラストレーター。福岡県直方市出身。いて座、血液型はAB型。

## 概要
1991年、白泉社発行の小説雑誌 『花丸』で漫画家としてデビュー。

## 作品リスト

### 漫画作品
- パナ・インサの冒険（角川書店、全4巻）
- 羊くん♡スクランブル（角川書店、全1巻）
- 聖♡ライセンス（角川書店、全10巻）
- プラチナボーイズ（角川書店、全3巻）
- 太陽と月人（角川書店、全1巻）
- School Reverse （白泉社、全1巻）
- 幻想水滸伝アライアンス 幻想水滸伝・コミックアンソロジー（角川書店、全1巻）
- 未完の月（角川書店、全6巻）
- 風姿花デンツァ（角川書店、全3巻）
- マジカル☆ブギ（角川書店、全2巻）
- ウィッチ -W.I.T.C.H.- （角川書店、全2巻）
- 街角の小さな吟遊詩人　シートン動物記（Ｊパブリッシング、全1巻）
- 精霊島の花嫁 Adventure of Pana Ienth（Ｊパブリッシング、全1巻）

### 挿絵（小説イラスト）
- 弦奏王（原作/文：手塚一郎 全1巻）
- 星の大地（原作/文：冴木忍 全3巻）
- 宇宙海賊宝舟組! （原作/文：秋月こお 全4巻）
- 探偵助手は手とお口が大好き♥ （原作/文：夢野さり 全1巻）
- 銀の海 金の大地（原作/文：氷室冴子 集英社コバルト文庫 全11巻）
- 東方ウィッチクラフト（原作/文：竹岡葉月 集英社コバルト文庫 全6巻）
- 荻原兄弟のフクザツな事情（原作/文：水月ありーな 白泉社花丸文庫 全1巻）
- 裸足のプリンスにご用心（原作/文：水月ありーな 白泉社花丸文庫 全1巻）
- マンガ百人一首物語 第二巻　情熱と激情と（編：学研教育出版）
- １０歳までに読みたい世界名作 アラビアンナイト　シンドバッドの冒険（原作/文：みお ちづる 監修：横山 洋子 ）（飯田 要 名義）

### 画集
- 『古代転生ファンタジー 銀の海 金の大地 イラスト集』（集英社、1997年11月5日第1刷発行）ISBN 4-08-609057-0
  - 氷室冴子の書き下ろし小説「羽衣の姫」を収録。